# Special Olympics World Summer Games 1975
Die 4. Special Olympics World Summer Games fanden vom 7. bis 11. August 1975 in Mount Pleasant, Michigan, USA statt.

## Bezeichnung
Die offizielle Bezeichnung lautete damals International Games, ab 1991 wurde von Special Olympics World Summer Games und Special Olympics World Winter Games gesprochen.

## Zeitrahmen
Die 4. Special Olympics World Summer Games fanden vom 7. bis 11. August 1975 in Mount Pleasant, Michigan, USA statt. Eine andere Quelle nennt als Zeitrahmen den 8. bis 13. August 1975.

## Vorgeschichte
Im Herbst 1972 richtete die Central Michigan University die ersten Michigan State Summer Games aus. Im folgenden Jahr wurden das Rose / Ryan Center und das Perry-Shorts-Stadium (später: Kelly/Shorts Stadium) eingeweiht. Vor diesem Hintergrund bewarb sich die Universität im Februar 1974 für die Special Olympics World Summer Games 1975. Eunice Kennedy-Shriver war von der Bewerbung sehr angetan und nahm 1974 an den State Games teil, um sich ein Bild von den Örtlichkeiten zu verschaffen. Am 19. Juli 1974 erhielt Mount Pleasant den Zuschlag.

## Austragungsorte und Sportarten

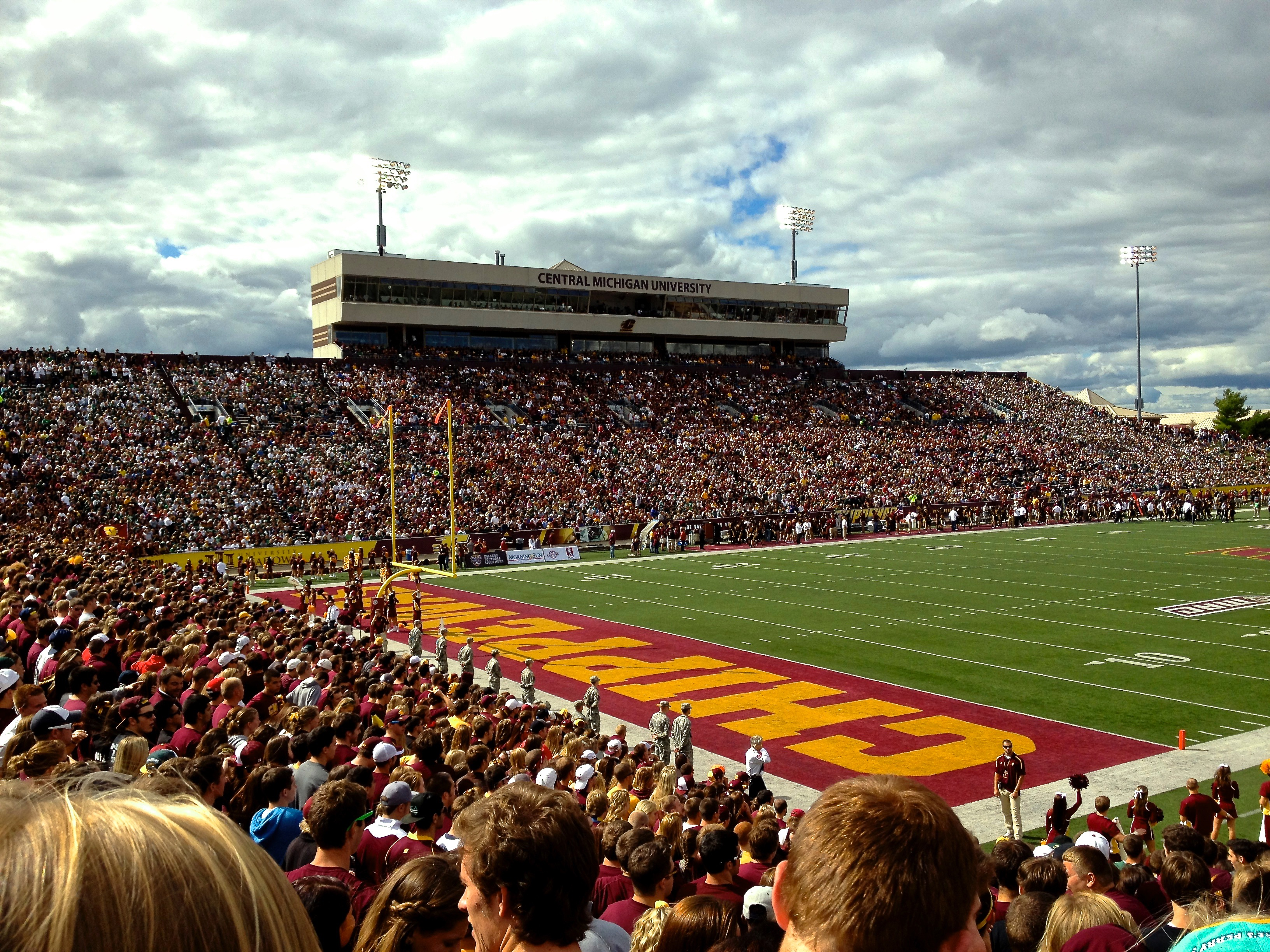
Kelly/Shorts Stadium, Austragungsort der Special Olympics World Summer Games 1975

Austragungsort war die Central Michigan University.
Unter den angebotenen Sportarten waren:
- Basketball (Special Olympics)
- Bowling (Special Olympics)
- Fünfkampf
- Hockey
- Schwimmen (Special Olympics)

## Teilnehmer
Die Zahl der Teilnehmer wird in den Quellen mit 3.200 angegeben, die Zahl der teilnehmenden Nationen mit 10.

## Eröffnungsfeier

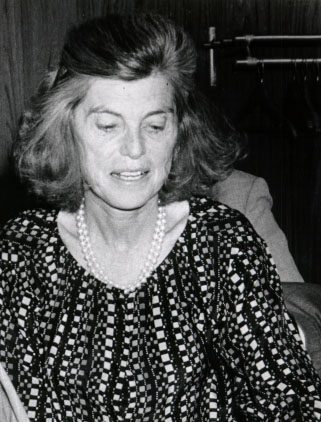
Eunice Kennedy-Schreiber, Gründerin von Special Olympics

Eunice Kennedy-Shriver, die Gründerin von Special Olympics, und andere Mitglieder der Familie Kennedy nahmen an der Feier teil. Auch die First Ladies der USA, Kanadas und Frankreich waren zu Gast.

## Rezeption
Bedeutende Medien, unter anderem CBS Sports, berichteten über die Spiele.